# Ragman
Ragman (dt. „Lumpenmann“) ist der Titel einer Reihe von Comicpublikationen, die der US-amerikanische Verlag DC seit 1974 veröffentlicht.
Die Comics der Ragman-Reihe sind inhaltlich in einem Mischbereich der Genres „Horror“, „Mystery“ und „Fantasy“ angesiedelt. Sie handeln von den Abenteuern des jüdischen Pfandleihers Rory Reagan, der mit Hilfe eines magischen Gewandes die Armen und Schwachen in seiner Heimat, einem Slum in der amerikanischen Ostküstenmetropole Gotham City, beschützt.

## Veröffentlichungen unter dem Ragman-Titel
Die erste Serie, die DC unter dem Ragman-Titel veröffentlichte, erschien in zweimonatlichem Rhythmus zwischen August/September 1976 und Juni/Juli 1977. Die Serie erreichte fünf Ausgaben, bevor sie aufgrund unzureichender Verkaufszahlen eingestellt wurde. Autor der Geschichten dieser Serie war der Schriftsteller Robert Kanigher, die visuelle Gestaltung der Hefte übernahm der Zeichner Joe Kubert. Nach der Einstellung dieser ersten Serie wurden weitere Ragman-Geschichten um die Figur in den Comicheften The Brave and the Bold #196 und Batman Family # 17 publiziert.
Zwischen Oktober 1991 und Mai 1992 wurde schließlich eine zweite, monatlich erscheinende, Ragman-Serie veröffentlicht, die es auf insgesamt acht Ausgaben brachte, die allesamt von Keith Giffen (Plot) und Robert Loren Fleming (Skript) verfasst und von dem Künstler Pat Broderick gezeichnet wurden.
Die dritte Ragman-Serie, die von August 1993 bis Januar 1994 wiederum im Monatsrhythmus erschien, erreichte sechs Ausgaben, die von der Autorin Elaine Lee geschrieben und von dem Zeichner Gabriel Morrissette ins Bild gesetzt wurden.

## Handlung
Die Handlung der verschiedenen Ragman-Geschichten hat trotz weitreichender Kontinuität der auftretenden Figuren, ihrer Charakterisierung und ihrer optischen Gestaltung eine grundlegende Änderung durchgemacht: Während die ursprüngliche Ragman-Serie an die Ereignisse des Vietnamkrieges anknüpfte und den Titelhelden in einer für Science-Fiction-Comics genretypischen „Origin Story“ auf schier aberwitzige Weise die Kräfte verschiedener Mitglieder einer alten Zirkustruppe verlieh, distanzieren sich die neueren Ragman-Serien der 1990er Jahre von diesen Inhalten und erzählten die Herkunftsgeschichte des „Lumpenmannes“ noch einmal von neuem und zwar unter gänzlich gewandelten Vorzeichen: Das amerikanische 1970er Jahre Trauma des Vietnamkrieges wurde aus der Entstehungsgeschichte des Helden gestrichen und anstatt eines bizarren Unfalls sind in dieser neuen Variante hintergründige Familientraditionen, die in engem Zusammenhang mit der jüdischen Mystik stehen, Ursprung der staunenswerten Gaben Rory Reagans. Zudem hat sich der Grundton der Ragman-Comics der 1990er gegenüber ihren Vorgängern aus den 1970ern grundsätzlich gewandelt, sie sind in ihren Handlungen, ihrer Erzähltechnik und ihrer Bildsprache weitaus düsterer gehalten.

### Die Handlung der Ragman-Geschichten der 1970er Jahre
Die Ragman-Geschichten der 1970er Jahre Serie beginnen mit einer kleinen Zusammenkunft im Garten von Gerry Regan, dem Betreiber eines Pfandleihergeschäftes namens „Rags'n'Tatters“ (Lumpen und Fetzen), an der neben diesem auch sein Sohn Rory und drei alte Freunde teilnehmen, allesamt ehemalige Zirkuskünstler (ein Akrobat, ein „starker Mann“ und ein Boxprofi). Die Versammlung wird jäh unterbrochen, als ein bewaffneter Mann in den Garten eindringt: Dieser hatte nach einem Einbruch seine Beute im Garten der Regans versteckt und fürchtet nun – nachdem er sie nicht wiederfinden kann – diese hätten sie entdeckt und an sich gebracht. Er zwingt alle fünf Männer mit vorgehaltener Waffe, ihre Hände an eine durch den Garten laufende Stromleitung zu legen und Starkstrom durch ihre Körper laufen zu lassen.
Vier der Männer sterben als die Elektrizität durch ihre Körper jagt. Der fünfte hingegen, Rory, wird nur bewusstlos, überlebt und hat als er wieder erwacht auf wundersame Weise, mit dem Strom, der erst durch die Körper seines Vaters und seiner Freunde gejagt ist, bevor er in ihn fuhr, die außerordentlichen Fähigkeiten der vier Männer zugeführt bekommen. Um Rache am Mörder seines Vaters und seiner Freunde zu nehmen, kleidet Regan sich nun in ein aus vielen Flicken (engl. rags) bestehendes Kostüm („The Tatterdemalion of Justice“) und nutzt die außerordentlichen Fähigkeiten die ihm dank des obskuren Unfalls zur Verfügung stehen, um als selbsternannter Rächer aufzutreten.

### Die Handlung der Ragman-Geschichten der 1990er Jahre
Die neueren Ragman-Serien basieren auf dem Konzept des Golems, einem klassischen Thema der jüdischen Mystik (Kabbalistik), das in Ragman auf moderne Weise neu interpretiert und variiert wird.
Bei der Figur des Golems handelt es sich um ein künstliches, durch magischer Rituale heraufbeschworenes übermenschlich starkes Geschöpf, das als Schützer und Beschirmer der Juden gegen die Nachstellungen ihrer Umwelt auftritt.
Ragman ist eine Weiterentwicklung des „Golem“-Gedankens: Die Serie geht von der Prämisse aus, dass eine Gruppe in den Praktiken der Mystik bewanderter Rabbiner im Warschau des anbrechenden 19. Jahrhunderts angesichts der andauernden Verfolgung der Juden durch das zaristische Regime im russisch beherrschten Teil Polens zu dem Schluss gelangen, dass der Golem den Juden keinen hinreichend wirksamen Schutz bieten kann und deshalb versuchen, einen neuen magischen Beschützer für die Angehörigen ihrer Gemeinde zu schaffen.
Durch ein magisches Ritual verleihen sie einem Fuhrmannsmantel magische Kräfte, die demjenigen, der den Mantel anlegt, gewaltige Macht verleihen. Der Träger soll mit dem Mantel die Aufgabe des Golems als Beschützer der Juden zu übernehmen.
Die Ragman-Miniserie von 1992 beginnt mit der Ermordung Gerry Regans, der einst im Warschauer Ghetto als Ragman gegen die SS gekämpft hat. Getötet wird er von zwei Kriminellen, nachdem er sich geweigert hat, sein Pfandleihergeschäft „Rags 'n Tatters“ als Kulisse für dubiose Hinterzimmergeschäfte zur Verfügung zu stellen. Sein Sohn Rory überlebt schwer verletzt, findet das Ragman-Kostüm des Vaters, legt es an und beginnt einen Rachefeldzug: Da das Kostüm aus Flicken besteht, die alle ihren eigenen Willen besitzen, ist er mehr der Benutzte des Kostüms als sein Benutzer, bis ihm schließlich gelingt, dieses zu zähmen. Im weiteren Verlauf der Serie stellt sich heraus, dass, wann immer Ragman einen Menschen mit „schlechter Seele“ tötet, diese Seele als neuer Flicken ein Teil seines Kostüms wird. Diese Seelen kann er fortan zu jeder Zeit anrufen, um sich ihre Kräfte nutzbar zu machen. Dies ist allerdings stets mit der Gefahr verbunden, dass Rory von der „Dunkelheit“ der schlechten Seelen verschlungen wird, deren Stärke mit jeder neu „geernteten“ Seele wächst und von ihm Besitz zu ergreifen versucht.
Im weiteren Verlauf der Miniserie kämpft Ragman gegen Drogendealer, die sein Heimatviertel terrorisieren. Er schließt Freundschaft mit einem weisen Rabbi und kämpft gegen einen Golem – den früheren Beschützer der jüdischen Gemeinde von Gotham – den er schließlich besiegen kann und kämpft gegen die neonazistische Gruppe „The Aryan Reich“.

## Nebenfiguren
- Bette Berg: Die Freundin von Rory Reagan in der 1. Ragman-Serie. Bette, eine freischaffende Photoreporterin für die Zeitung „Morning Clarion Call“ („The Blade“), versucht ihren Freund mehrfach – vergeblich – davon zu überzeugen sie zu heiraten und das Leben im Slum aufzugeben. Rory verweigert dies stets mit Verweis auf seine Verantwortung für die hilflosen Menschen in seiner Nachbarschaft.
- Opal: Eine junge afroamerikanische Sängerin, die in der 1. Ragman-Serie vor einem Kriminellen gerettet wird, der versucht sie zu erschießen. Danach tritt Opal noch mehrmals als Freundin und lose love interest von Rory Reagan auf.
- Teddy: Ein kleiner blind-stummer Waisenjunge der in der 1. Ragman-Serie von Ragman vor einem Geldeintreiber gerettet wird. Kurz darauf zieht Teddy gemeinsam mit seiner Katze, mit der es andeutungsweise mehr auf sich hat, als Pflegekind in Rory Reagans Haushalt ein.

## In anderen Medien
In der fünften Staffel der Fernsehserie Arrow wird Rory Regan/Ragman vom Schauspieler Joe Dinicol verkörpert.